# Mètode d'assaig
Un mètode d'assaig o de prova (en anglès:test method) és un procediment definitiu que produeix un resultat de prova.
Un test es pot considerar una operació tècnica que consta de la determinació d'una o més característiques d'un producte donat, procés o servei d'acord amb un procediment especificat. Sovint un test és part d'un experiment.
El resultat de la prova poden ser dades qualitatives (sí/no), categories, o dades quantitatives (un valor mesurat). Pot ser una observació personal o la sortida (output) d'un instrument de mesura de precisió.
Normalment el resultat de la prova és una variable dependent, la resposta mesurada basada en les condicions particulars de la prova o el nivell de la variable independent. Tanmateix, alguns tests impliquen el canvi de la variable independent per determinar el nivell al qual ocorre certa resposta: en aquest cas, el resultat de la prova és la variable independent.

### Llibres
- Pyzdek, T, "Quality Engineering Handbook", 2003, ISBN 0-8247-4614-7
- Godfrey, A. B., "Juran's Quality Handbook", 1999, ISBN 007034003-X
- Kimothi, S. K., "The Uncertainty of Measurements: Physical and Chemical Metrology: Impact and Analysis", 2002, ISBN 0-87389-535-5

### Estàndards
- ASTM D4356 Standard Practice for Establishing Consistent Test Method Tolerances
- ASTM E691 Standard Practice for Conducting an Interlaboratory Study to Determine the Precision of a Test Method
- ASTM E1169 Standard Guide for Conducting Ruggedness Tests
- ASTM E1488 Standard Guide for Statistical Procedures to Use in Developing and Applying Test Methods
- ASTM E2655 - Standard Guide for Reporting Uncertainty of Test Results and Use of the Term Measurement Uncertainty in ASTM Test Methods